# دابلیو. سی. رابینسون
دابلیو. سی. رابینسون (انگلیسی: W. C. Robinson؛ ۲۲ آوریل ۱۸۷۳ – ۱۳ ژوئیهٔ ۱۹۴۲) بازیگر فیلم‌های صامت اهل ایالات متحده آمریکا بود.
از فیلم‌هایی که وی در آن‌ها نقش داشته‌است، می‌توان به مدیسن اسکوئر گاردن، روشنایی‌های شهر، قهرمان من، وراثت، دوستان، برای پسرش، نبرد و بیداری او اشاره نمود.